# Noah Fadiga
Noah Fadiga (Brugge, 3 december 1999) is een Belgisch voetballer van Senegalese afkomst die voornamelijk speelt als vleugelverdediger. Hij is de zoon van Senegalees voetballer Khalilou Fadiga. Hij tekende in 2025 een contract als speler voor Aris FC.

## Carrière

### Beginjaren
Noah Fadiga speelde in de jeugd van KAA Gent, RSC Anderlecht en Club Brugge. In het seizoen 2018/19 zat hij enkele wedstrijden op de bank bij het eerste elftal van Club Brugge. In het seizoen 2019/20 werd hij verhuurd aan FC Volendam. Hij debuteerde voor FC Volendam op 9 augustus 2019, in de met 1-1 gelijkgespeelde uitwedstrijd tegen Helmond Sport. Hij kwam in de 67e minuut in het veld voor Mohamed Betti. Fadiga werd een vaste waarde in het elftal van Volendam.

### Heracles Almelo
In de zomer van 2020 vertrok hij naar Heracles Almelo, waar hij een contract tot medio 2023 tekende. Bij Heracles was Fadiga de derde aanwinst, daar waar de Almeloërs eerder al Delano Burgzorg en Rai Vloet aantrokken. Op 17 oktober 2020 (speeldag 5) maakte hij tegen RKC Waalwijk zijn Eredivisiedebuut toen hij in de basis mocht starten. In totaal speelde hij vijftien competitiewedstrijden in het seizoen 2020/21, waarin hij tegen het einde van het seizoen een vaste waarde werd. Eind april 2022 maakte hij zijn eerste doelpunt in de competitie in een 1-1 gelijkspel tegen FC Twente. Na 35 competitiewedstrijden in het volgende seizoen, inclusief play-offs, degradeerde hij met Heracles naar de Eerste Divisie.

### Stade Brestois
Fadiga daalde niet met Heracles af, maar tekende medio 2022 een contract bij het Franse Stade Brestois. Door de degradatie van de ploeg naar de Eerste divisie kon Fadiga voor een vastgestelde transfersom vertrekken bij Heracles. Op 10 juli 2023 kondigde hij op zijn sociale netwerken aan dat hij weg moest bij de club wegens hartproblemen. Zijn hartproblemen doken op bij de medische commissie van de Franse voetbalbond, die zijn licentie om er te spelen introk. Ook zijn vader Khalilou, oud-speler van onder meer Club Brugge, kampte in zijn loopbaan met hartproblemen. Noah Fadiga speelde als rechtsachter 22 wedstrijden voor Stade Brestois, waarin hij goed was voor 1 doelpunt.

### KAA Gent
Op 8 augustus 2023 tekende Noah Fadiga een contract bij KAA Gent nadat Stade Brestois hem niet meer mocht opstellen volgens de Franse voetbalwet in verband met zijn hartproblemen. Hij tekende een contract tot medio 2026. Op 10 november 2024 verloor hij het bewustzijn tijdens de wedstrijd tegen Standard Luik door hartritmestoornissen. Enkele dagen later kreeg Fadiga een defibrillator ingeplant waardoor hij zijn voetbalcarrière kon verder zetten. Vanaf medio 2023 tot het einde van de jaargang 2024/25 droeg hij 56 keer het shirt van de Belgische ploeg (6 doelpunten, 4 assists) in de competitie, de beker en Europese competities.

### Aris FC
Op 19 juni 2025 maakte Fadiga de overstap naar het Griekse Aris FC.

### Statistieken
| Seizoen                    | Club            | Land           | Competitie      | Competitie | Competitie | Beker | Beker | Play-offs | Play-offs | Internationaal | Internationaal | Totaal | Totaal |
| Seizoen                    | Club            | Land           | Competitie      | Wed.       | Dlp.       | Wed.  | Dlp.  | Wed.      | Dlp.      | Wed.           | Dlp.           | Wed.   | Dlp.   |
| -------------------------- | --------------- | -------------- | --------------- | ---------- | ---------- | ----- | ----- | --------- | --------- | -------------- | -------------- | ------ | ------ |
| 2018/19                    | Club Brugge     | België         | Eerste klasse A | 0          | 0          | 0     | 0     | 0         | 0         | 0              | 0              | 0      | 0      |
| 2019/20                    | → FC Volendam   | Nederland      | Eerste divisie  | 24         | 1          | 1     | 0     | –         | –         | –              | –              | 25     | 1      |
| 2020/21                    | Heracles Almelo | Nederland      | Eredivisie      | 15         | 0          | 1     | 0     | –         | –         | –              | –              | 16     | 0      |
| 2021/22                    | Heracles Almelo | Nederland      | Eredivisie      | 33         | 1          | 1     | 0     | 2         | 0         | –              | –              | 36     | 1      |
| 2022/23                    | Stade Brestois  | Frankrijk      | Ligue 1         | 21         | 1          | 1     | 0     | –         | –         | –              | –              | 22     | 1      |
| 2023/24                    | KAA Gent        | België         | Eerste klasse A | 17         | 0          | 2     | 0     | 0         | 0         | 8              | 0              | 27     | 0      |
| 2024/25                    | KAA Gent        | België         | Eerste klasse A | 20         | 5          | 0     | 0     | 0         | 0         | 9              | 1              | 29     | 6      |
| Carrièretotaal             | Carrièretotaal  | Carrièretotaal | Carrièretotaal  | 130        | 8          | 6     | 0     | 2         | 0         | 17             | 1              | 155    | 9      |
| Bijgewerkt t/m 1 juli 2025 |                 |                |                 |            |            |       |       |           |           |                |                |        |        |